# Milżyn
Milżyn, Włocławek, Polonia [pronunciación en polaco: /ˈmilʐɨn/] es un pueblo ubicado en el distrito administrativo de Gmina Lubraniec, dentro del Distrito de Włocławek, Voivodato de Cuyavia y Pomerania, en el norte de Polonia central. Se encuentra aproximadamente a 7 kilómetros al sur de Lubraniec, a 26 kilómetros al suroeste de Włocławek, y a 63 kilómetros al sur de Toruń.